# Chris Pronger
Christopher »Chris« Robert Pronger, kanadski hokejist, * 10. oktober 1974, Dryden, Ontario, Kanada.
Pronger velja za enega najboljših hokejskih branilcev na svetu, je tudi eden redkih s trojno krono, naslovom olimpijskega prvaka, svetovnega prvaka in zmagovalca Stanleyjevega pokala. 
Kariero je začel v regionalni ligi OHL, že od sezone 1993 pa je igral v ligi NHL, za klube Hartford Whalers, St. Louis Blues, Edmonton Oilers in Anaheim Ducks, kjer je osvojil leta 2007 Stanleyjev pokal, trenutno je član kluba Arizona Coyotes. Za kanadsko reprezentanco je nastopil na štirih olimpijskih igrah, kjer je bil dobitnik dveh zlatih medalj, in enem svetovnem hokejskem prvenstvu, kjer je tudi osvojil zlato medaljo.
Chris Pronger je uradno še član ekipe Arizona Coyotes, vendar pa zaradi poškodb ni odigral tekme že od leta 2011.  
Leta 2015 je bil sprejet v Hokejski hram slavnih lige NHL.